# Ріжки (Оржицький район)
Ріжки — колишнє село в Україні, Оржицькому районі Полтавської області. Було підпорядковане Чевельчанській сільській раді. 
Селу дали початок два хутори, позначені на карті 1860-80-х рр. : хутір Ріжків (на карті х. Рыжковъ) на 6 дворів, що знаходився у північній частині села та хутір Дячків (на карті х. Дьячковъ'). З часом два хутори перетворилися у єдине село Ріжки. 
1986 р. у селі мешкало бл. 40 осіб. 
Зняте з обліку рішенням Полтавської обласної ради від 28 лютого 1995 року. 